# Гай Корнелій Галл
Гай Корнелій Галл (69 Форум Лівія — 26 роки до н. е.) — давньоримський політичний та військовий діяч, префект Єгипту з 30 до 26 року до н. е., поет, майстер елегії.

## Життєпис
Народився у містечку Форум Лівії (сучасне м. Форлі) у Цізальпійській Галлії. Був сином Гнея Корнелія, заможного мешканця міста. Звідси його когномен — Галл. Замолоду прибув до Риму, де навчався разом з майбутнім імператором Октавіаном Августом. З цього моменту Корнелій Галл товариш та друг Октавіана в усіх його справах. У 42 році до н. е. став римським вершником. У цьому ж році його призначили розподіляти землі у Цізальпійській Галлії поміж ветеранів. Тут Галл допоміг зберегти майно поету Вергілію поблизу Мануї, з яких товаришував у молоді роки.
Після цього взяв участь у громадянській війні між Октавіаном та Марком Антонієм на боці першого. Очолював війська, які діяли у Єгипті проти Марка Антонія та Клеопатри VII. На знак визнання своїх заслуг Гай Корнелій Галл став першим префектом Єгипту. Тут маючи два легіони зміг придушити спротив останніх прихильників як династії Птолемеїв, так й місцевого населення з давніх єгиптян. Галл встановив гарні стосунки із сусіднім царством ефіопів, яке за традицією називали «Куш». Загалом керування префектурою тривало з 30 до 26 року до н.е. У цей час стосунки з імператором Августом зіпсувалися. За підозрою у зневазі до імператора та аморальному житті (Галл мав інтимний зв'язок з граматиком Квінтом Цецилієм Епіротом) Гая Корнелія Галла було віддано під суд. Під час розслідування справи Галл наклав на себе руки.

## Творчість
Писав елегії. Вважається навіть першим поетом-елегіком. Був близький до неотериків, зокрема Публія Валерія Катона. Свого часу поезія Галла була досить відомою та популярною. Від неї збереглося замало. Корнелій Галл оспівував свою кохану — мімічну акторку Кіферіду під ім'ям Лікориди. Всього випустив 4 книги елегій (у 40 році до н.е.), про них схвально відгукувалися Вергілій, Горацій, Овідій.
Окрім цього у Корнелія Галла є твори з красномовства.

## Твори
- «In pollionem» та «In Alfenum Varum» — твори з красномовства
- Вірш «Кіріс»
- Любовні. 4 книги елегій.